# Blumenkohl

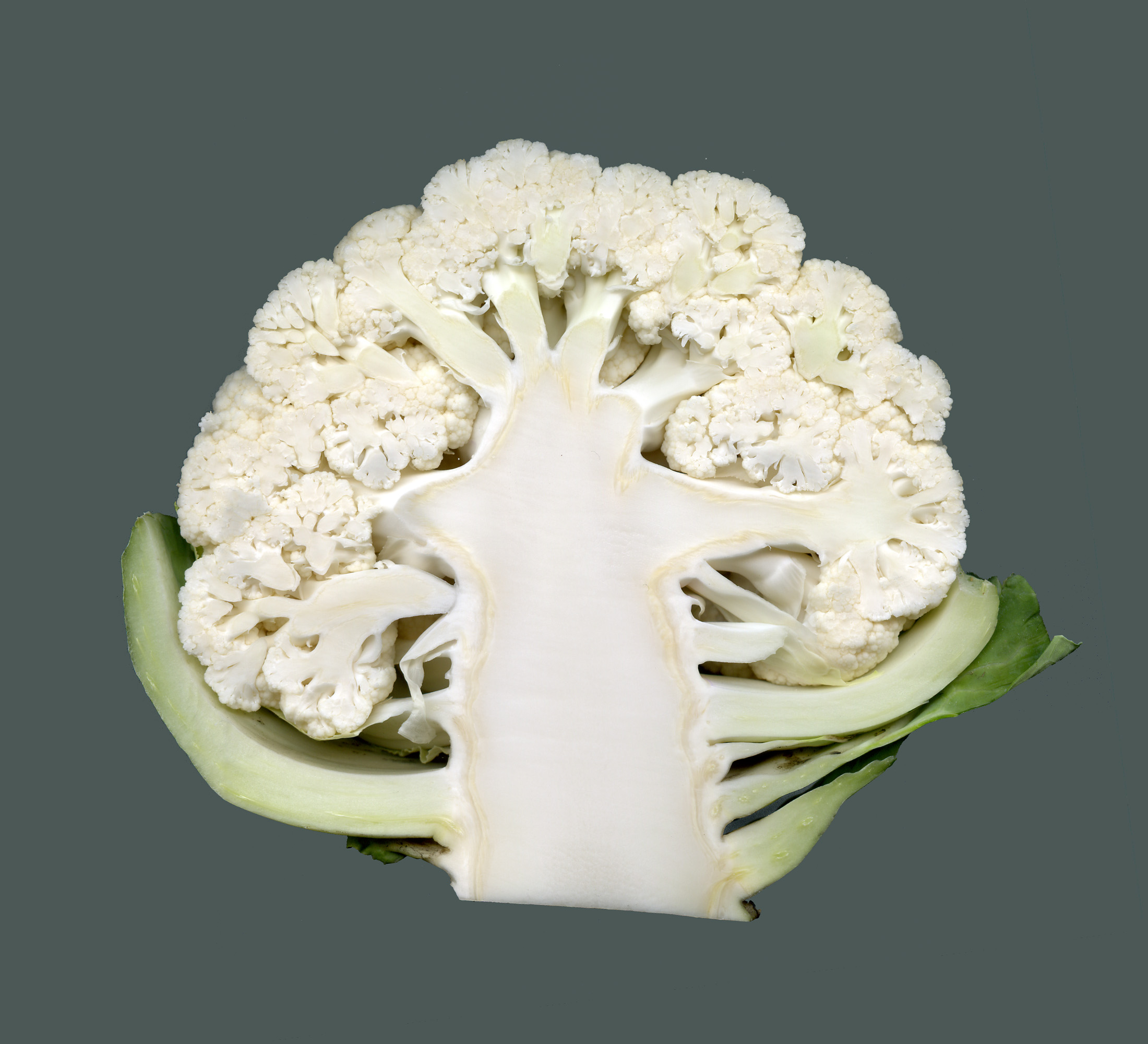
Blütenstand des Blumenkohls (Längsschnitt). Die Blätter sind gekräuselt.

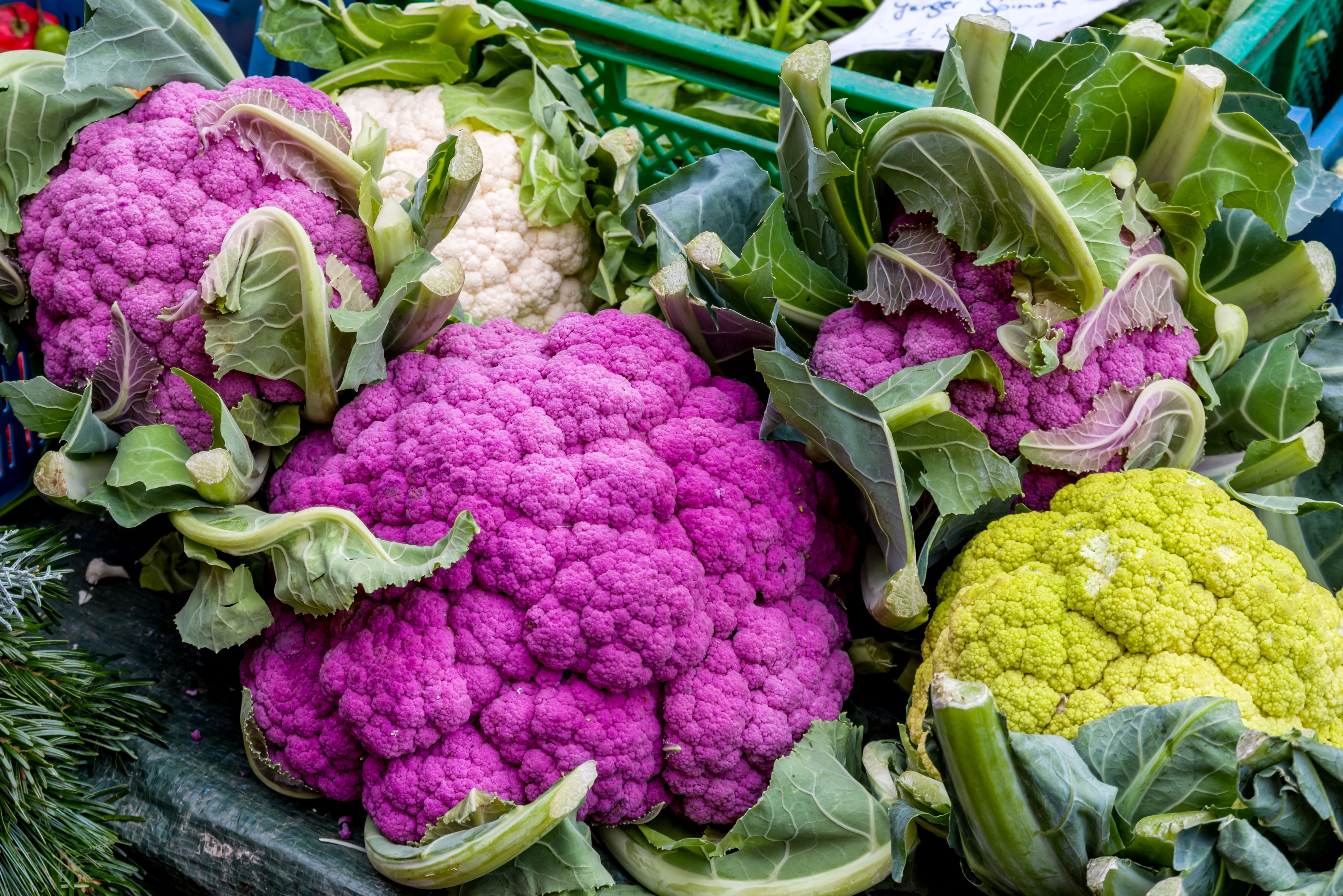
Blumenkohl in violetter und gelbgrüner Variante

Blumenkohl (Bezeichnung in Deutschland und in Vorarlberg sowie Schweizer Hochdeutsch) bzw. Karfiol (österreichisches Hochdeutsch) (Brassica oleracea var. botrytis L.), regional auch „Käsekohl“, „Blütenkohl“, „Traubenkohl“, „Minarett-Kohl“ oder „Italienischer Kohl“ genannt, ist eine Zuchtsorte des Gemüsekohls (Brassica oleracea) mit fleischigen, in einem Kopf zusammenstehenden Blütensprossen, die als Gemüse (genauer: als Blütengemüse) gegessen werden. Anders als bei anderen Kohlsorten bildet sich der Blütenstand bereits im ersten Jahr. Werden die Pflanzen nicht geerntet, schießen sie, der gestauchte Spross streckt sich und blüht.

## Herkunft und Geschichte
Blumenkohl stammt von der in Kleinasien beheimateten Urform Brassica oleracea var. silvestris ab. Er wurde schon im 6. Jahrhundert erwähnt. Die Venezianer brachten die Samen im Mittelalter aus der Levante nach Italien. Seit dem 16. Jahrhundert wird er in ganz Europa angebaut, zuerst in Italien, kurze Zeit später auch in Frankreich. Eine der ältesten Abbildungen findet sich im Kräuterbuch des Botanikers und Arztes Joachim Camerarius des Jüngeren, das 1590 erschien. Heute gehört der Blumenkohl in ganz Europa zu den beliebtesten Kohlsorten; die wichtigsten Exporteure sind Frankreich, Belgien und die Niederlande. Blumenkohl ist heute auf der ganzen Welt verbreitet.

## Wirtschaftliche Bedeutung
Im Jahr 2022 wurden laut der FAO, der Welternährungsorganisation weltweit rund 26 Millionen Tonnen Blumenkohl und Brokkoli geerntet. Die größten Produzenten waren China, Indien und die USA. Die größten Erntemengen in Europa wurden von Spanien, Italien und Frankreich eingebracht.
Die DACH-Länder wiesen 2022 folgende Erntemengen auf: Deutschland 131.340 t, die Schweiz 14.297 t und Österreich 7.520 t.
Folgende Tabelle gibt eine Übersicht über die zehn größten Produzenten von Blumenkohl (inkl. Brokkoli) weltweit, die insgesamt 88,5 % der Erntemenge produzierten.
| Rang | Land                | Menge (in t) |
| ---- | ------------------- | ------------ |
| 1    | Volksrepublik China | 9.587.297    |
| 2    | Indien              | 9.566.000    |
| 3    | Vereinigte Staaten  | 926.826      |
| 4    | Mexiko              | 739.394      |
| 5    | Spanien             | 677.290      |
| 6    | Italien             | 352.070      |
| 7    | Türkei              | 346.649      |
| 8    | Bangladesch         | 342.306      |
| 9    | Pakistan            | 279.232      |
| 10   | Algerien            | 251.935      |
|      | Top Ten             | 23.068.999   |
|      | restliche Länder    | 2.989.229    |

## Formen und Typen

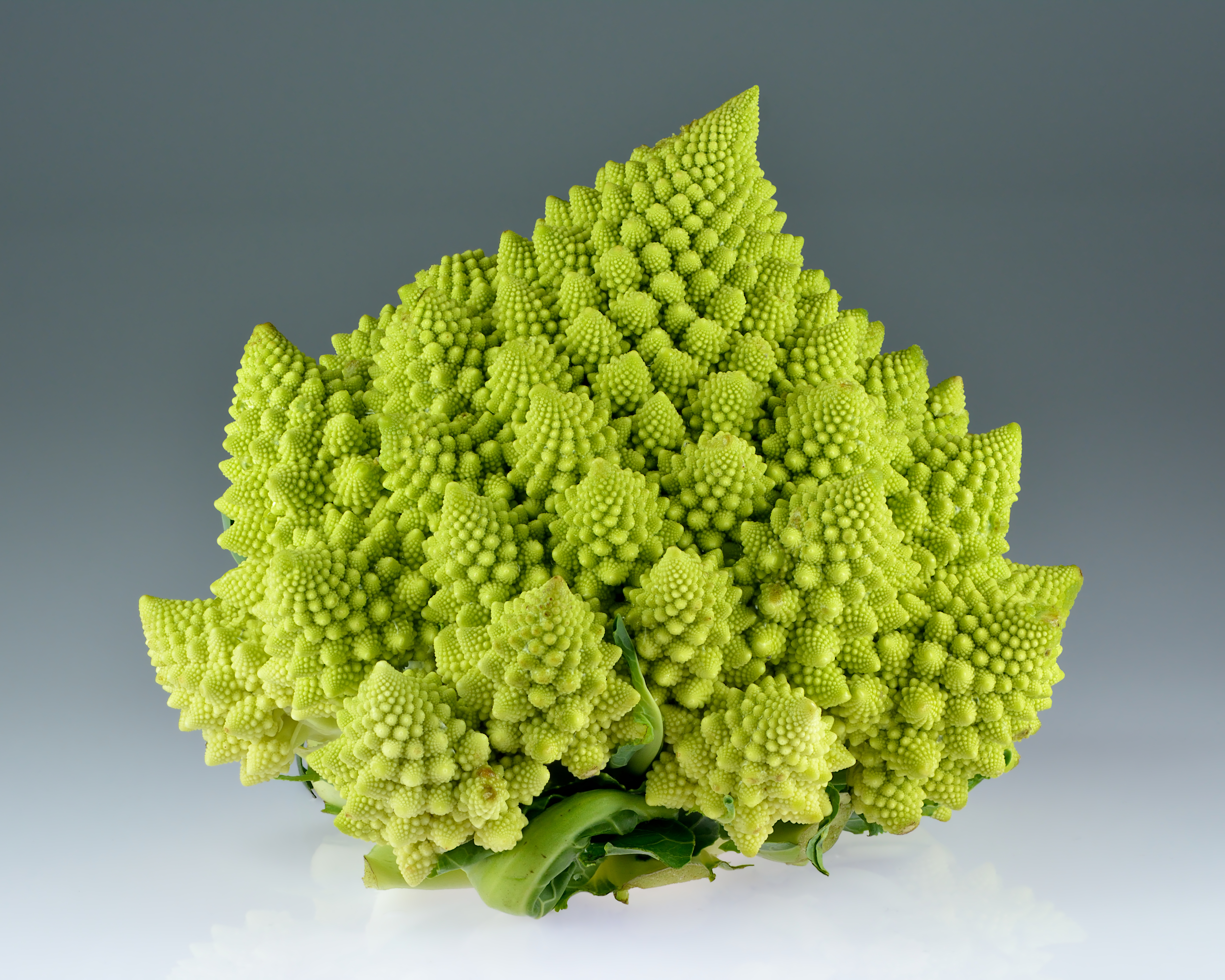
Romanesco Brassica oleracea

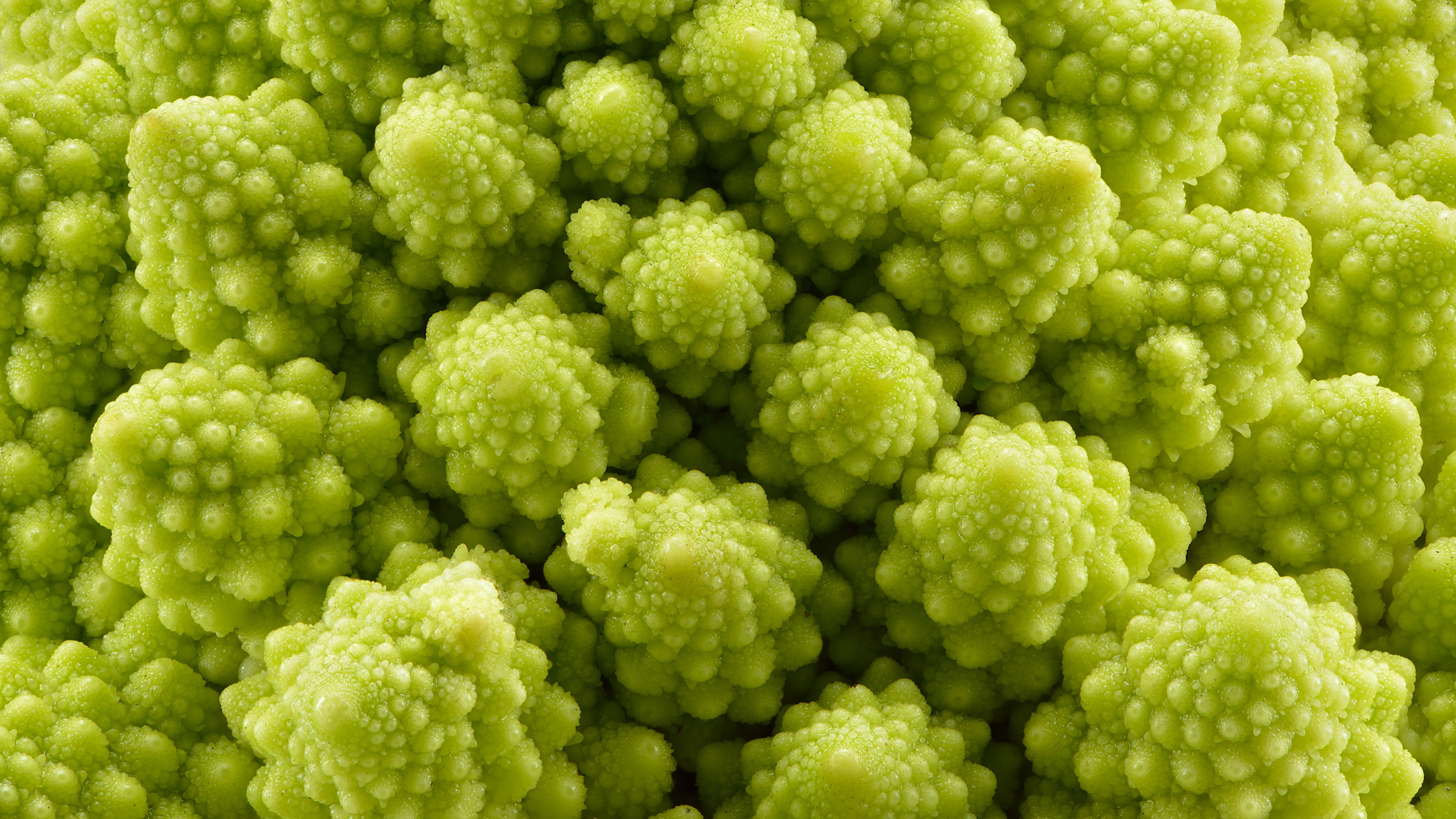
Fraktale Struktur des Romanesco

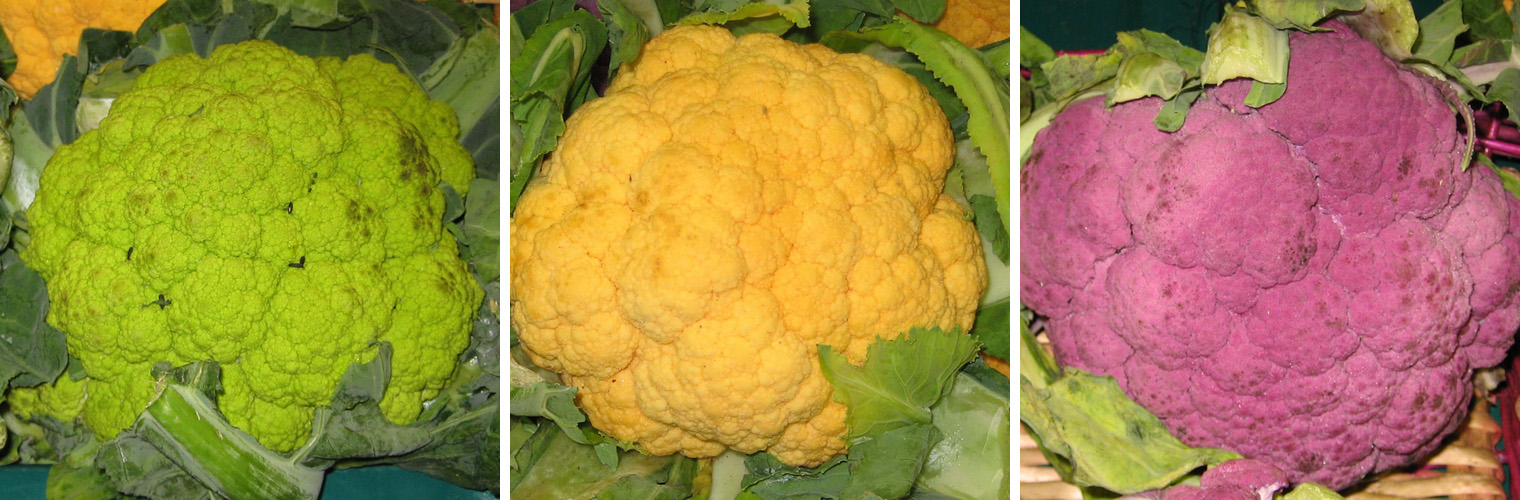
Grüner, gelber und violetter Blumenkohl

Der Romanesco (Brassica oleracea convar. botrytis var. botrytis) ist eine Variante des Blumenkohls, die in der Nähe von Rom gezüchtet wurde. Er bildet statt Blütenanlagen Blütensprossanlagen. Blumenkohl bildet zwar Blütenanlagen, aber bevor die Blütenblätter sich differenzieren und als solche erkennbar sind, bildet er in den Blütenanlagen weitere Blütenanlagen. Der Romanesco zeigt in seiner Gestalt die spiralige Anordnung der Blüten. Er gehört zu den wenigen Pflanzen, die in ihrem Blütenstand gleichzeitig Selbstähnlichkeit und damit eine fraktale Struktur sowie Fibonacci-Spiralen aufweisen. Meist wird er gekocht gegessen. Er hat einen hohen Gehalt an Vitamin C und übertrifft darin den des Blumenkohls. Des Weiteren enthält er zahlreiche sekundäre Pflanzenstoffe (Flavonoide, Glucosinolate und andere). Im Blumenkohl enthalten ist auch Sulforaphan.
Farbige Blumenkohle werden besonders in Italien und Frankreich angebaut. Es sind auch violette und grüne Zuchtformen verbreitet, deren Blütenstände nicht vollständig von Hüllblättern umschlossen sind und sich während des Wachstums mit Lichteinwirkung violett oder andere Sorten ohne Lichteinwirkung grün einfärben.

## Anbau
Um bei Blumenkohl den Ertrag zu steigern, werden heute meistens CMS-Sorten (F1-Hybride) angebaut. Der Anbau erfolgt auf Feldern und in privaten Gärten. Die Ernte im Freiland ist in Deutschland vom Frühjahr bis zum späten Herbst möglich. In Regionen mit mildem Winter (z. B. Bretagne, spanische Mittelmeerküste) kann Blumenkohl auch im Winter geerntet werden. Blumenkohl benötigt guten humosen Boden in warmer vollsonniger Lage. Die Aussaat erfolgt ab Februar im geheizten Gewächshaus, ab Mitte April im Freiland. Ausgepflanzt wird im Abstand von 50 × 50 cm. Zum Schutz vor Frost wird Blumenkohl mit Vlies abgedeckt. Er benötigt viel Nährstoff und verträgt frischen organischen Dünger. Im weiteren Wachstumsverlauf kann weitere drei- oder viermal Stickstoff (z. B. Hornspäne) als Kopfdüngung gegeben werden, bis der Bedarf gedeckt ist. Regelmäßiges Hacken und bei Trockenheit Gießen fördern das gleichmäßige Wachstum. Bei starker Sonneneinstrahlung sollte die Blume mit einem Blatt o. ä. bedeckt werden, um ein Vergilben zu vermeiden. Die knospigen Blütenstände, die in den Handel kommen, sind in Deutschland in der Regel weiß bis elfenbeinfarben, da sie von Blättern umhüllt oder mit Folien abgedeckt und dadurch vor Licht geschützt waren. Anders als der eng verwandte Broccoli werden sie geerntet, bevor die Hüllblätter sich geöffnet haben und die Blüten voll entwickelt sind.

## Krankheiten und Schädlinge
Eier oder Raupen vom Kohlweißling können im Hausgarten durch regelmäßiges Abstreifen beseitigt werden, damit die Raupen des Schmetterlings nicht in kurzer Zeit einen großen Teil der Blattfläche fressen. Die Kohlfliege legt im Sommer ihre Eier an dem Wurzelhals von jungen Pflanzen ab. Die Maden fressen in den Wurzeln und führen zur Welke bis hin zum Absterben der ganzen Pflanze. Mit einem Pappkragen um den Wurzelhals kann die Eiablage verhindert werden. Günstig für die Abwehr von Schädlingen ist die Anzucht unter feinmaschigen Gemüseschutznetzen. Kohlhernie, eine durch einen Einzeller hervorgerufene Pflanzenkrankheit, führt zur Verdickung und Verformung der Wurzel. Dies führt zu geringerer Wasseraufnahme, Welke und kann bis zum Absterben der Pflanze führen. Da die Pilzsporen in Pflanzenresten und im Boden lange überleben, sollte befallene Pflanzen nicht kompostiert werden. Außerdem sollte sieben bis zehn Jahre lang an dem betroffenen Ort kein Kohl angebaut werden. Auch Unkräuter wie Hirtentäschel sind zu entfernen. Verfärbungen der Blüte weißer Sorten wie gelbe oder braune Flecken auf dem Blütenstand werden durch Sonneneinstrahlung, als Druckstellen oder bei unsachgemäßer Lagerung nach der Ernte verursacht und mindern die Qualität.

## Verwendung

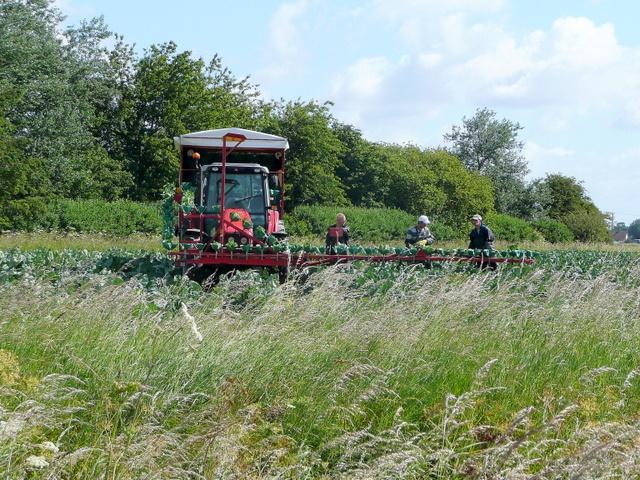
Professionelle Blumenkohlernte

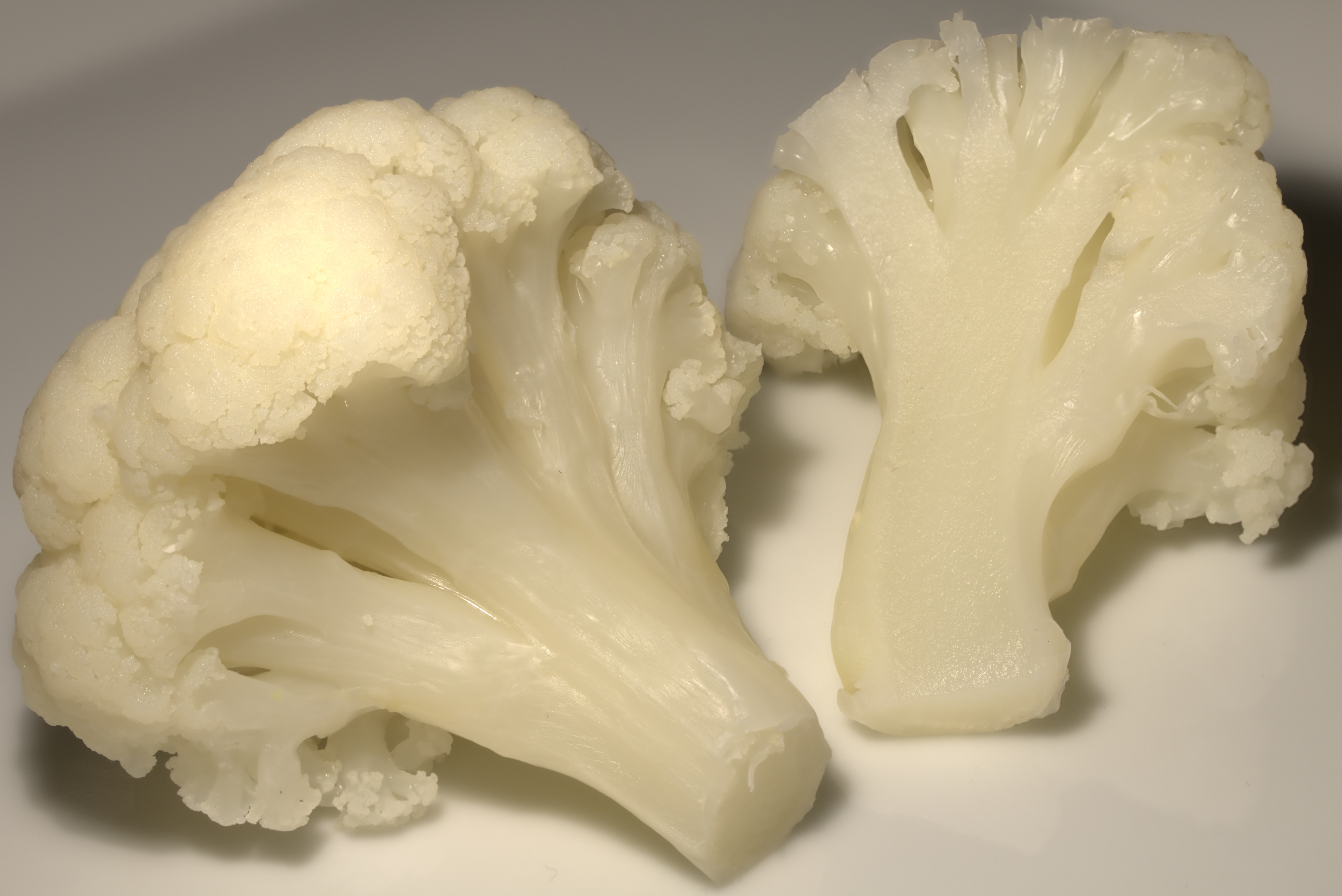
Gekochter Blumenkohl

Blumenkohl kann roh oder gekocht gegessen werden. Er ist leicht verdaulich, von mildem Geschmack und reich an Vitamin C und Mineralstoffen. Zur Zubereitung wird er von den Blättern befreit, der Strunk gekürzt und eingeschnitten und der Kohlkopf im Ganzen etwa 20 Minuten gedünstet bzw. in Salzwasser gegart oder zerteilt in Röschen im Ofen für etwa 15 Minuten gebacken. Ein Anbraten der Röschen in Fett (Pflanzenöl, Butter) ist auch möglich. Durch Zugabe von etwas Milch oder Zitronensaft beim Kochen bleibt er weiß. Die Blätter können gekocht und im Mixer zerkleinert zu einer Cremesuppe verarbeitet werden. Romanesco behält seine frische grüne Farbe durch kurzes Abschrecken in Eiswasser.
Serviert wird er klassisch mit zerlassener Butter, mit Holländischer Sauce oder Béchamelsauce, auf polnische Art mit in Butter geröstetem Paniermehl (in Bayern und Österreich als „Karfiol mit Brösel“ bekannt) oder mit Käse überbacken. Außerdem kann er im Teigmantel in Fett ausgebacken werden (Pakora); auch Panieren und Frittieren sind mögliche Zubereitungsweisen.
Menschen, die an Schilddrüsenkrankheiten oder Jodmangel leiden, sollten rohen Blumenkohl allenfalls zurückhaltend verzehren, da bestimmte Inhaltsstoffe die Aufnahme von Jod in die Schilddrüse hemmen.

## Durchschnittliche Zusammensetzung
Die Zusammensetzung von Blumenkohl schwankt in Abhängigkeit von der Sorte, den Umweltbedingungen wie Boden und Klima, als auch von der Anbautechnik je nach Düngung und Pflanzenschutz.
Angaben je 100 Gramm essbarem Anteil (Abfall: 38 %):
| Bestandteile  |        |
| ------------- | ------ |
| Wasser        | 91,0 g |
| Eiweiß        | 2,5 g  |
| Fett          | 0,3 g  |
| Kohlenhydrate | 2,3 g  |
| Ballaststoffe | 2,9 g  |
| Mineralstoffe | 0,8 g  |

| Mineralstoffe |        |
| ------------- | ------ |
| Natrium       | 13 mg  |
| Kalium        | 282 mg |
| Magnesium     | 15 mg  |
| Calcium       | 22 mg  |
| Mangan        | 180 µg |
| Eisen         | 510 µg |
| Kupfer        | 45 μg  |
| Zink          | 295 µg |
| Phosphor      | 49 mg  |
| Selen 1       | 0,9 µg |

| Vitamine    |         |
| ----------- | ------- |
| Vitamin A1  | 1,7 µg  |
| Vitamin B1  | 88 µg   |
| Vitamin B2  | 92 µg   |
| Vitamin B5  | 1000 µg |
| Vitamin B6  | 200 µg  |
| Folsäure    | 88 µg   |
| Vitamin E 2 | 89 µg   |
| Vitamin C   | 64 mg   |

| essentielle und semi-essentielle Aminosäuren |        |
| -------------------------------------------- | ------ |
| Arginin                                      | 620 mg |
| Histidin                                     | 280 mg |
| Isoleucin                                    | 540 mg |
| Leucin                                       | 920 mg |
| Lysin                                        | 380 mg |
| Methionin                                    | 220 mg |
| Phenylalanin                                 | 640 mg |
| Threonin                                     | 430 mg |
| Tryptophan                                   | 150 mg |
| Tyrosin                                      | 410 mg |
| Valin                                        | 620 mg |

Der physiologische Brennwert beträgt 95 kJ (22 kcal) je 100 Gramm essbarem Anteil.